# Оборона Аджимушкайских каменоломен 1942 года
Оборона Аджимушкайских каменоломен — эпизод Великой Отечественной войны, продолжавшийся с 16 мая по 30 октября 1942 года.

## Партизанская борьба на Керченском полуострове
За время оккупации партизанская борьба под землей организовывалась трижды.
Первый период (6 ноября — 31 декабря 1941 года) — 6-й партизанский район Крыма (Керченский полуостров): здесь действовали три отряда под общим командованием И. И. Пахомова, отряд им. В. И. Ленина (командир М. Н. Майоров, комиссар С. И. Черкез) — в Аджимушкайских каменоломнях, отряд им. И. В. Сталина (командир А. Ф. Зябрев, погиб 12 ноября 1941, С. М. Лазарев, комиссар И. З. Котко) в Старокарантинских каменоломнях, отряд Маяк-Салынского района (командир И. Г. Шульга, комиссар Д. К. Ткаченко) в Караларских каменоломнях. Его участники после первого освобождения Керчи в основном влились в Красную армию. О них написал очерк в марте 1942 года в «Красной звезде» К. М. Симонов.
Второй период (16 мая) по 30 октября 1942 года в некоторых источниках до ноября), наиболее массовый и трагичный, красноармейский подземный гарнизон под командованием полковника П. М. Ягунова в Больших (Центральных) и старшего лейтенанта М. Г. Поважного в Малых (Еврейских) Аджимушкайских каменоломнях. Его участники в основном погибли, единицы попали в плен или прорвались к партизанам в горный Крым.
Третий период (19 октября 1943 года — 11 апреля 1944 года) — молодёжный отряд Маяк-Салынского района в Старокарантинских каменоломнях (командир — Мухлынин К. К., зам. командира — Панкратов В., нач. штаба десантник Эльтигена полковник Нестеров П. И. , комиссар Васюнин Д. А.) численностью 130 человек оборонялись до прихода Красной армии. Партизанский отряд в шахте «Багерово» 24 октября 1943 — 5 марта 1944 года (командир отряда Паринов С. Е., комиссар Белов, нач. штаба Ларионович Владимир) численностью 240 человек вел борьбу и погиб после немецкого штурма.

## История
Аджимушкай — посёлок в 5 километрах от Керчи (в административном отношении является частью города), возле которого находятся Большие и Малые Аджимушкайские каменоломни. Выработка известняка в катакомбах началась ещё в древности.
После поражения Крымского фронта в мае 1942 года (см. Операция «Охота на дроф») войска Крымского фронта, оборонявшие город, вынуждены были эвакуироваться на Таманский полуостров. Общее руководство группой, прикрывавшей эвакуацию, взял на себя начальник отдела военной подготовки штаба Крымского фронта полковник П. М. Ягунов. 14 мая он был назначен заместителем нaчальникa штаба фронта и в тот же день начал выделять отдельные батальоны и ударные группы из личного состава резерва. Основу этого отряда, кроме командиров и политработников резерва и личного состава 1-го фронтового запасного полка, составили несколько сотен курсантов военных училищ, бойцы и командиры 276-го стрелкового полка НКВД и 95-го пограничного полка, 1-й и 2-й батальоны которого закрепились на позициях севернее Аджимушкая, а также военнослужащие различных рoдов войск с частей и соединений фронтa, кoторыe «уже 13 мая стали заполнять проходы каменоломен». Небольшая группа разрослась до несколько тысяч солдат за счёт отступающих солдат и жителей, бежавших из города. Более 10 000 военнослужащих укрылись в Больших (Центральных) катакомбах, и 3000 в Малых (Еврейских) катакомбах. Гарнизонами руководили соответственно П. М. Ягунов, старший батальонный комиссар И. П. Парахин и подполковник Г. М. Бурмин в Больших и подполковник А. С. Ермаков, старший лейтенант М. Г. Поважный, батальонный комиссар М. Н. Карпекин в Малых каменоломнях.
Первое время немцы не могли понять, откуда появляются внезапно атакующие части РККА. Но вскоре укрытие было обнаружено, и туда были подтянуты дополнительные силы 46-й пехотной дивизии, в том числе 88-й сапёрный батальон. Путём непрерывных атак немецким частям удалось отбросить красноармейцев внутрь каменоломен, но дальнейшие попытки взять каменоломни штурмом закончились провалом: отряд Ягунова стойко отразил все атаки немцев.
Катакомбы не были подготовлены для выдерживания долговременной осады: не было больших запасов пищи, медикаментов, оружия и боеприпасов, а колодцы находились только снаружи. Каждая вылазка за водой сопровождалась боем. По воспоминаниям бойцов, «за ведро воды платили ведром крови». Немцы, догадавшись по этим вылазкам о проблемах с водой, ликвидировали колодцы в районе каменоломен, засыпав их (в посёлке Аджимушкай было два колодца — «сладкий» и «солёный»).
Ещё до войны в штольнях Аджимушкая были оборудованы склады военторга, где к середине мая 1942 года оставались небольшие запасы провианта: немного хлеба и сухарей, крупы, жир, концентрат, табак, чай. Имелись и стратегические запасы сахара. Начальник продовольствия каменоломен А. И. Пирогов в своей книге «В осаде» рассказывает, как полковник Ягунов приказал ему посчитать все запасы еды и назначить норму пайка: хлеба — 200 граммов, жира — 10 граммов, концентратов — 15 граммов, сахара — 100 граммов на человека. Любопытно, что норма сахара не только не уменьшалась, но и увеличивалась. Это подтверждают и сами участники. Так, один из них сообщает: «Сахар под конец был основным продуктом питания, и только благодаря ему мы остались в живых». Однако сахар, поднявший дух защитников в первые дни, потом сыграл с ними злую шутку. Из-за отсутствия воды и нормального питания, употребление сахара в больших количествах привело к массовому развитию сахарного диабета. И те, кто выжил в начале обороны благодаря сахару, через несколько месяцев погибали от даже самых незначительных царапин и ранений — настолько сильно разрушал иммунитет прогрессирующий диабет.
Ситуация достигла критической точки, поскольку катастрофически не хватало оружия, еды и воды. К тому же немцы стали использовать взрывчатку для обрушения тоннелей, а с 24 мая начали закачивать в катакомбы отравляющие газы. 30 октября 1942 года немцы окончательно захватили катакомбы и взяли в плен нескольких живых защитников. Из примерно 13 000 человек, которые спустились в катакомбы, после 170-дневной осады в живых остались только 48.
Аджимушкай в 1942 году стал последним населённым пунктом Крыма, оказывавшим сопротивление.
Командующий 11-й армии Э. фон Манштейн упомянул эти события одной строчкой: «В окружающих [Керчь] горах имелись разветвленные [искусственные] скальные пещеры, в которых скрывались партизаны, а позже остатки разбитого десанта».

### Лжеотряд «Красный Сталинград»
В 1943 году органы СД, завербовав в Керчи бывшего бойца Крымского фронта Моисеева, решили провести оперативную игру для выявления советских партизан в каменоломнях. Из докладной записки НКГБ Крыма наркому Госбезопасности СССР Меркулову о состоянии работы по розыску немецкой агентуры и других государственных преступников: «В августе 1943 года по заданию СД Моисеев создал в Аджимушкайских каменоломнях лжепартизанский отряд под названием „Красный Сталинград“ с задачей провоцирования настоящих партизан, действующих в этом же районе, для их ликвидации».
В октябре того же года Моисеев и его люди расстреляли двух партизан-связных, прибывших к ним из соседнего отряда для объединения усилий. В ноябре 1943 года после освобождения Керчи моисеевцы вышли из каменоломен к советским войскам. Членов отряда отправили в фильтрационный лагерь станицы Ахтанизовской Краснодарского края. В лагере Моисеев ещё раз проинструктировал своих людей держаться одной линии — мы партизаны, сражавшиеся за Родину в тылу врага. Ему удалось успешно пройти фильтрационную проверку, и он был отправлен в распоряжение Северо-Кавказского военного округа в Ростове. Там он получил отсрочку от мобилизации на три месяца и возможность поехать в родное село. В это время следователи изучали материалы допросов, показания свидетелей и в том же 1944 году Моисеев был изобличен. Он был приговорен к расстрелу Военным трибуналом войск НКВД Крыма. Были арестованы 11 агентов СД, завербованных командиром лжепартизанского отряда.

## Ответственность военных преступников
После окончания войны, в ходе Севастопольского процесса в 1947 году за преступление в ходе осады каменоломен были осуждёны на 20 лет заключения четверо военнослужащих 88-го саперного (Pionier-Bataillon 88) батальона 46-й пехотной дивизии 11-й армии:
- Вильгельм Флеснер, фельдфебель 3-й роты, 1915 года рождения. Причастен к подрыву входов в Аджимушкайские каменоломни, забрасывании проломов дымовыми шашками и гранатами, специальной смесью из огнеметов. В Аджимушкайских каменоломнях погибло не менее 3 тысяч человек гражданского населения;
- Бернгардт Браун, обер-ефрейтор, 1921 года рождения. Участвовал в подрыве входов и сводов катакомб, расстреливал покинувших катакомбы гражданских лиц и советских военнопленных. Лично убил 4 человек и участвовал в расстреле ещё 45 советских граждан совместно со своими сослуживцами;
- Рудольф Гуземан, обер-ефрейтор, 1919 года рождения. Сослуживец Брауна и Флеснера. Участвовал в преступлениях саперов 46-й дивизии. Кроме того, совместно с другими военнослужащими вермахта расстрелял более 50 советских граждан, причем «лично убил 4-х человек»;
- Фриц Линеберг, обер-ефрейтор 2-й роты 88-го саперного батальона, 1922 года рождения. Участвовал в преступлениях саперов 46-й дивизии — «на протяжении 4-х суток в составе группы солдат, нес охрану выходов из шахт и, во время нахождения на посту, неоднократно стрелял в направлении выходов».

## Память
В 1944 году писатель Марк Колосов опубликовал серию статей об обороне Аджимушкайских каменоломен, а поэт Илья Сельвинский, посетивший каменоломни, посвятил участникам обороны стихотворение. В это же время были опубликованы выдержки из дневника участника обороны, морского пехотинца Александра Сарикова.
В первые годы после окончания войны оборона Аджимушкая не получила широкого освещения, но уже в 1960-е годы Аджимушкайские каменоломни были взяты под охрану государства как исторический памятник, а в городе Керчь был создан музей, посвящённый борьбе подземного гарнизона.
В 1966 году в катакомбах открылся музей.
В 1975 году издательство «Молодая гвардия» выпустило книгу В. А. Кондратьева «Герои Аджимушкая. Рассказы о мужестве подземного гарнизона».
В 1982 году был открыт мемориальный комплекс «Аджимушкайские каменоломни».

В 1990 году к 45-летнему юбилею Великой Победы 05 мая 1990 г. Президент СССР М. С. Горбачев своим Указом № 115 наградил (посмертно) героев обороны Аджимушкайских каменоломен: 7 человек (включая полковника П. М. Ягунова) удостоены ордена Красного Знамени, 9 человек -ордена Отечественной войны I-й степени, 17 человек — ордена Отечественной войны II-й степени.

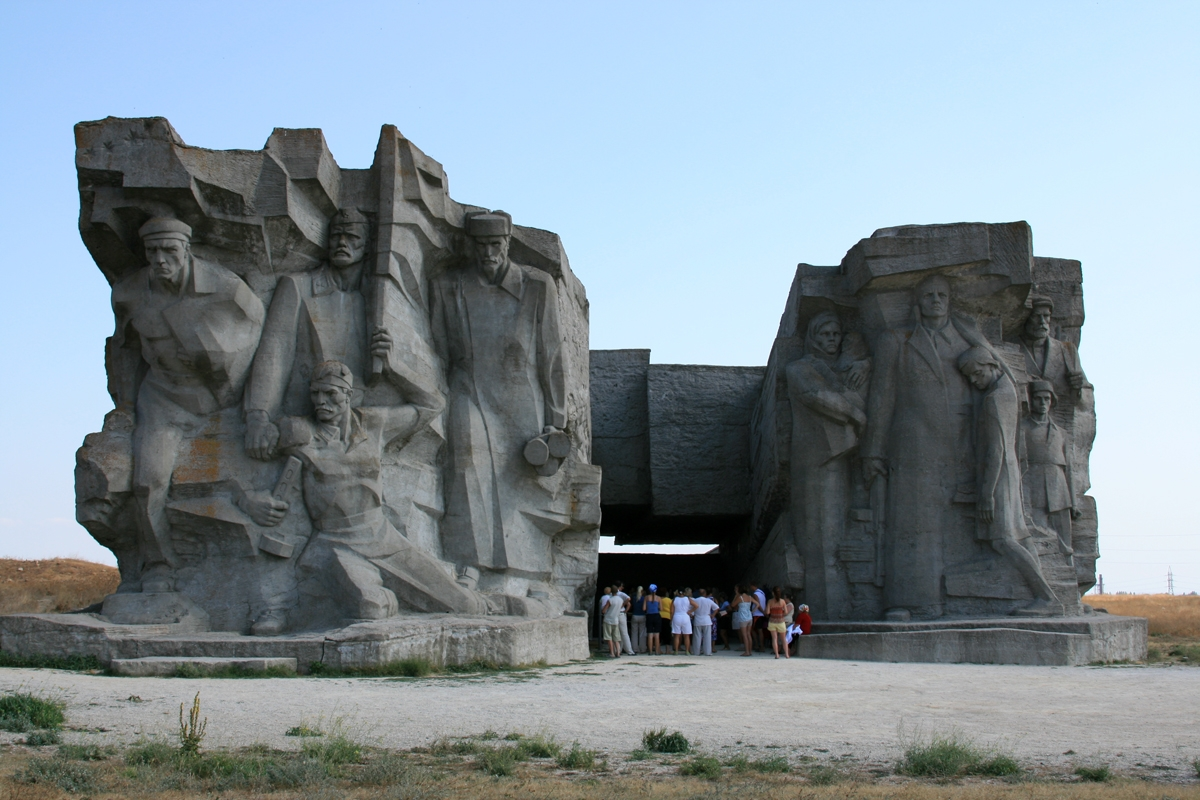
Двухпилонная композиция над музеем обороны Аджимушкайских каменоломен
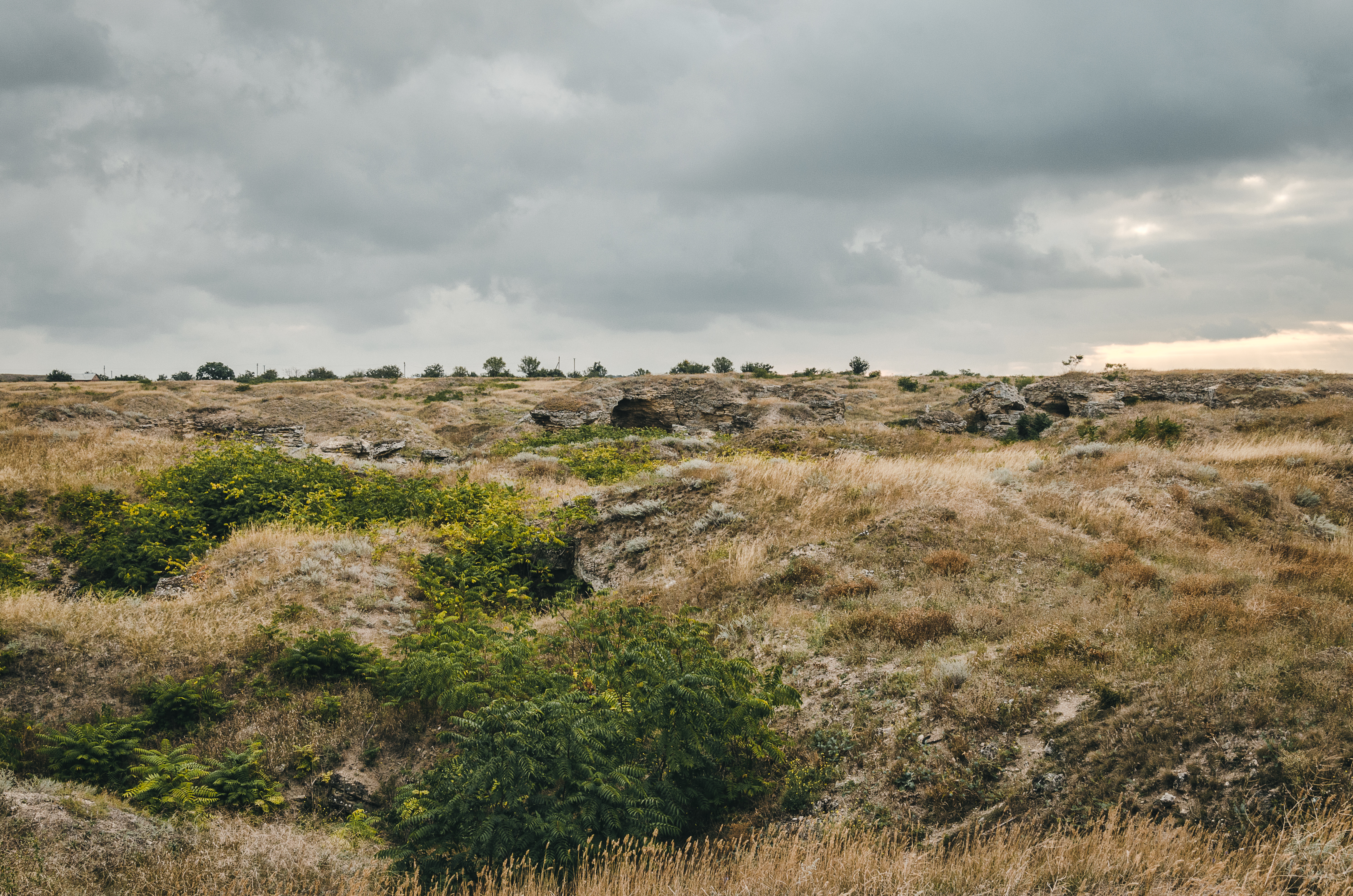
Ландшафт Керченского полуострова в местах добычи известняка
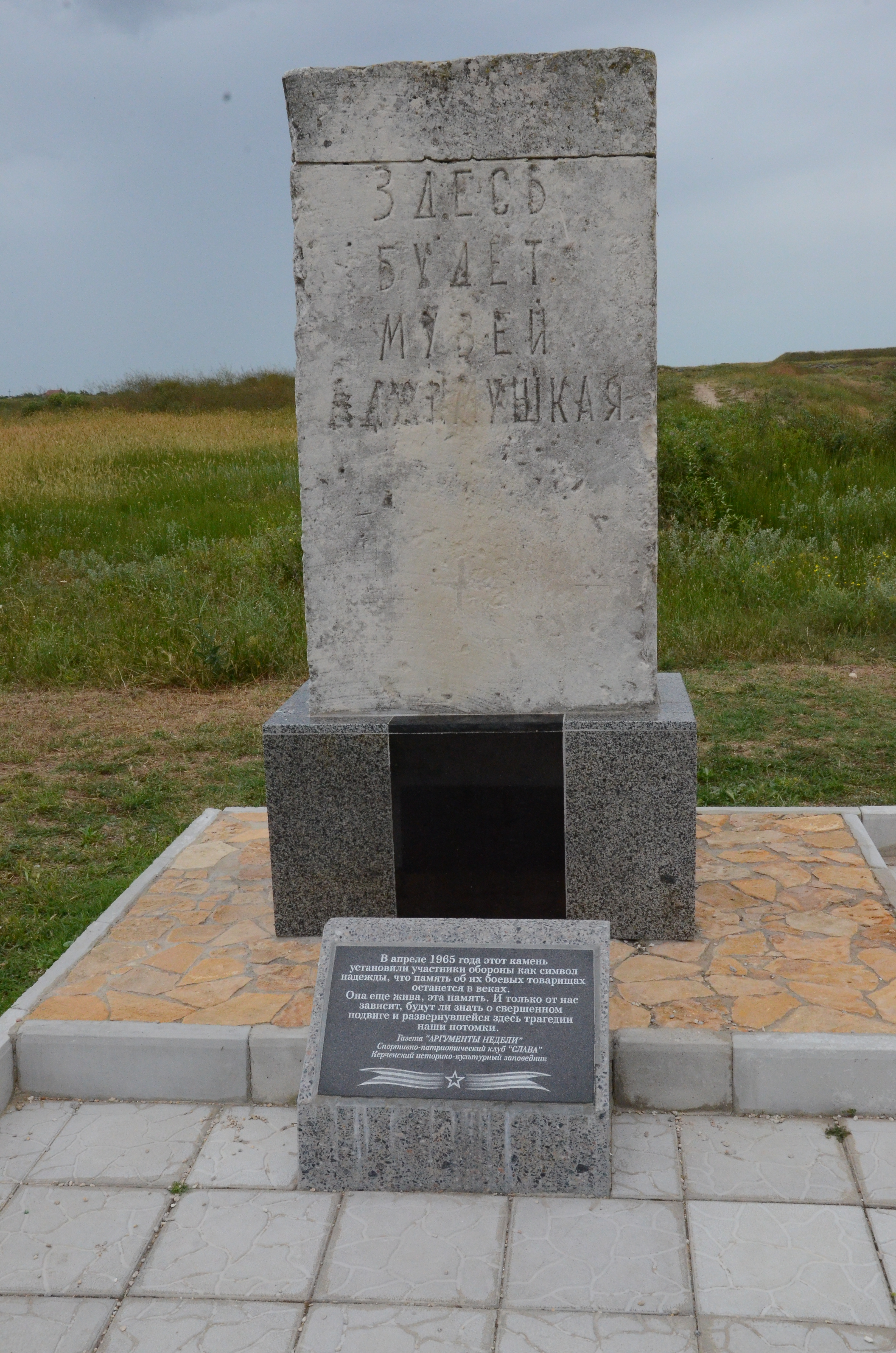
Закладной камень мемориала установили выжившие партизаны в 20-летие победы в 1965 году
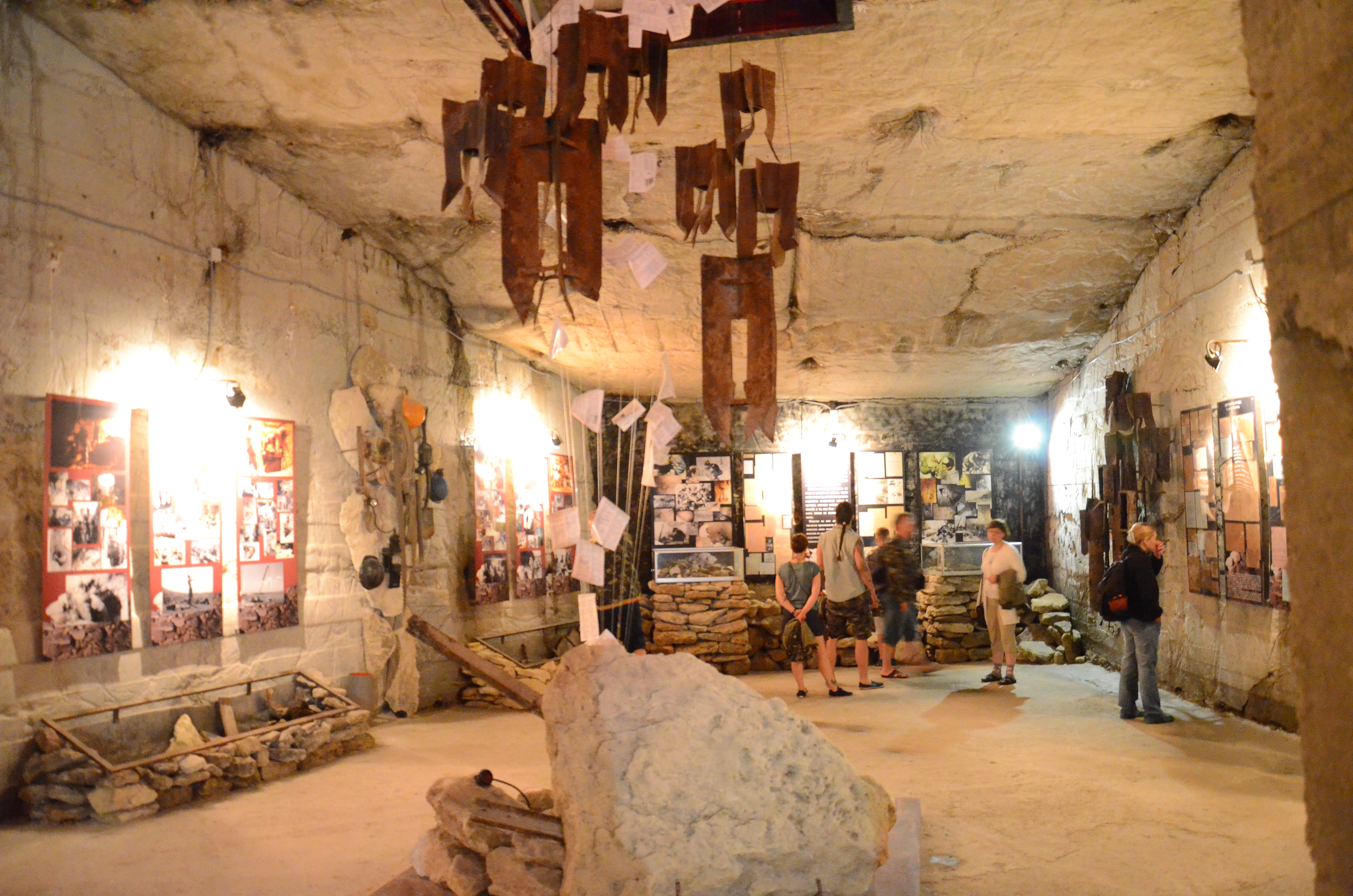
Экспозиция музея
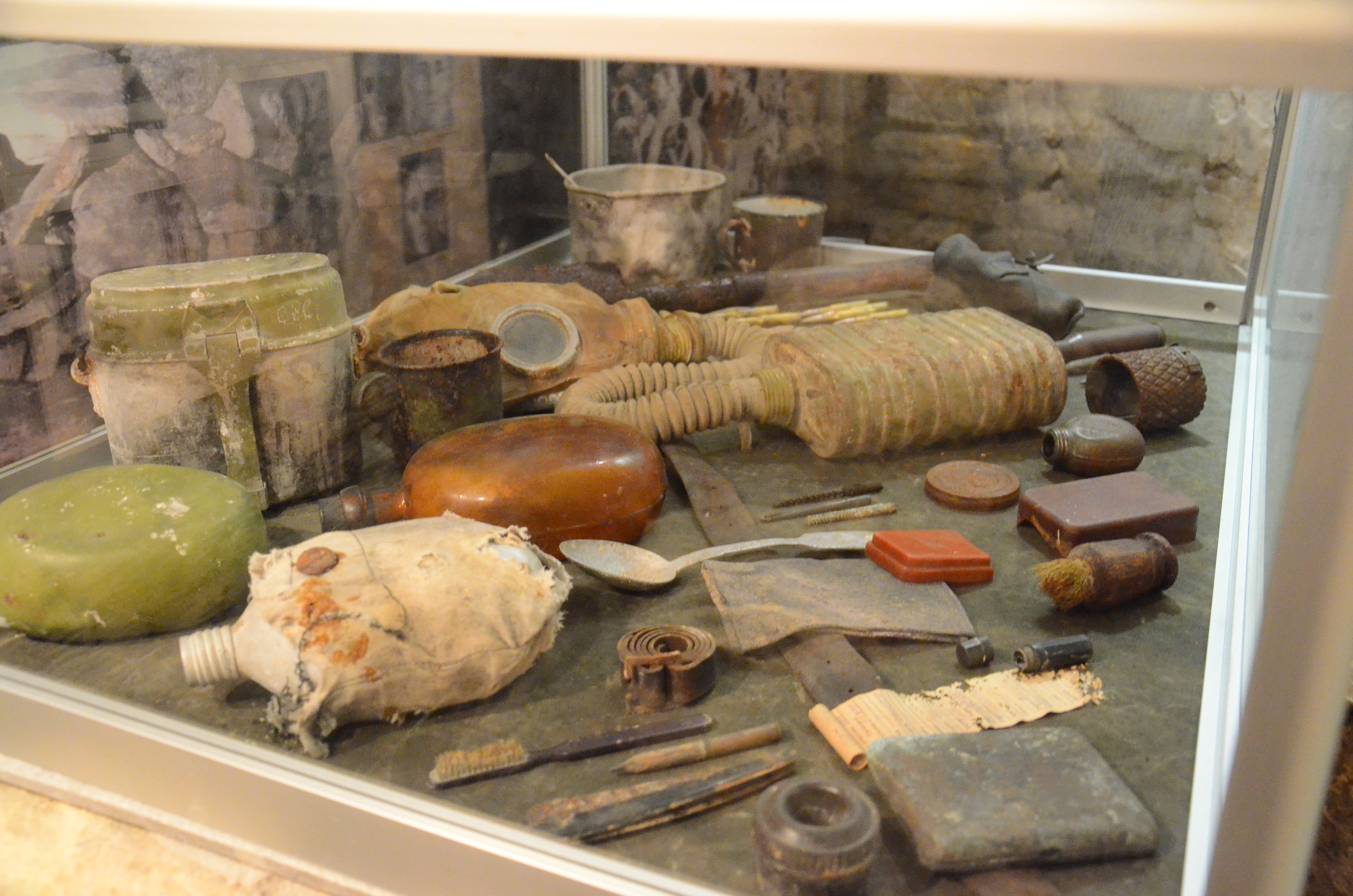
Большинство экспонатов найдено при раскопках
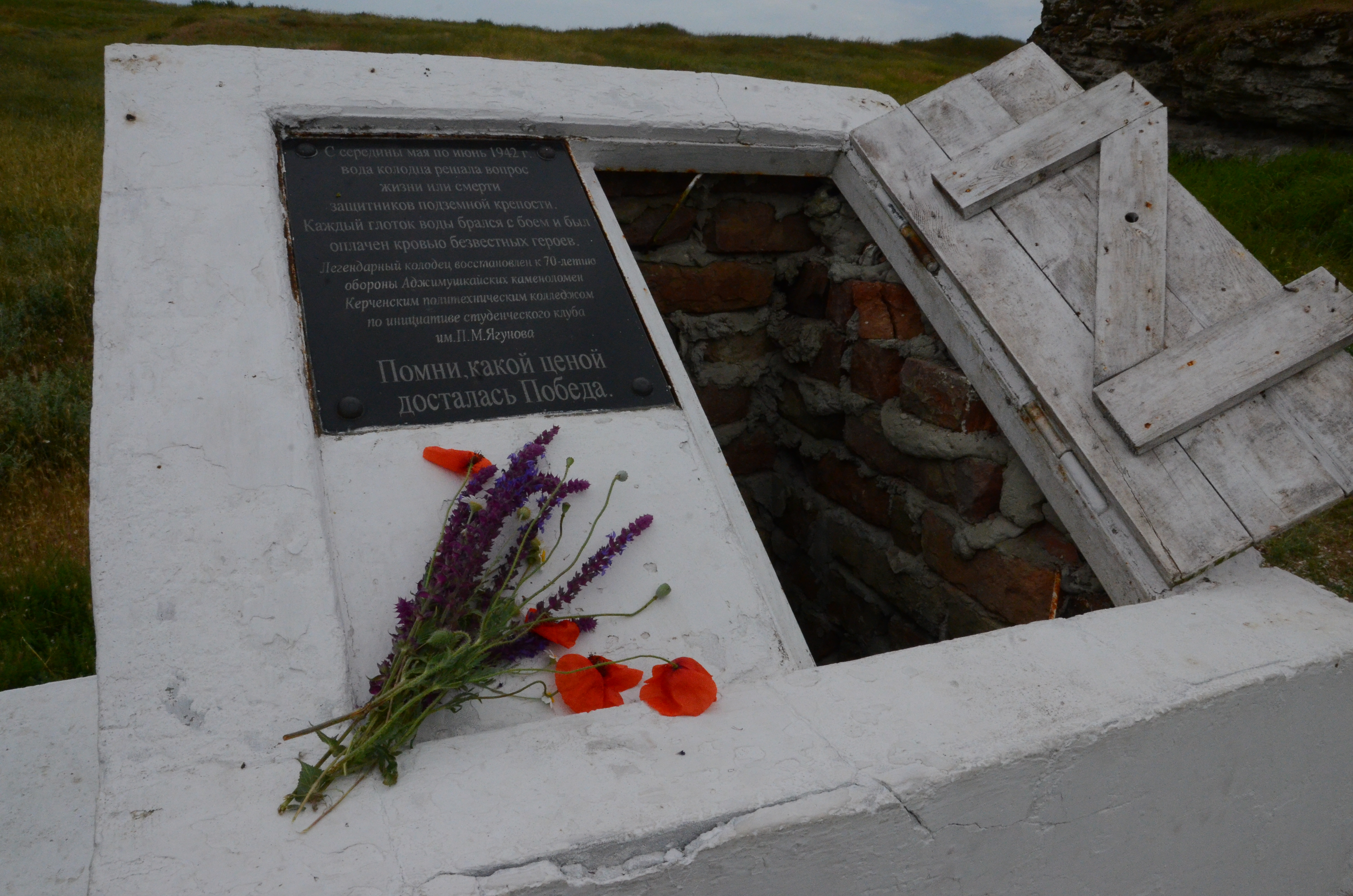
Памятная табличка на колодце

В 1999 году в память подвига советских солдат назван новый сорт роз: Роза 'Аджимушкай'.

## Отражение в литературе и искусстве
Оборона Аджимушкая была упомянута в ряде литературно-художественных произведений:
- так, в романе Аркадия Первенцева «Честь смолоду» (1948) описывается эпизод, где умирающий в партизанском отряде боец, оказавшийся бывшим участником обороны Аджимушкайских каменоломен, рассказывает о тех событиях. По его словам, из 15-тысячного гарнизона около трёхсот человек смогли вырваться из осады.
- История защиты Аджимушкайских каменоломен, подвиг и гибель полковника П. М. Ягунова показана в военно-исторической повести Александра Соболевского «Командир подземного гарнизона» (1975).
- По повести Алексея Каплера «Двое из двадцати миллионов» поставлен фильм Натальи Трощенко «Сошедшие с небес» (1986).
- Фантастический фильм «Отряд светлячков» 2025 года.

Поисковые группы продолжают раскопки в каменоломнях, чтобы найти полные списки скрывавшихся и открыть больше деталей о жизни в катакомбах.

## Документальное кино
- «Архив подземного гарнизона». Из цикла программы «Искатели». — Первый канал, 2006
- «Аджимушкай. Подземная крепость» — А.Рафаенко, С.Мерзляков, ТК «Звезда», 2015